# فسیل (فیلم ۱۹۷۲)
فسیل (به ژاپنی: 化石 Kaseki) فیلمی به کارگردانی ماساکی کوبایاشی است که در سال ۱۹۷۵ اکران شد. از بازیگران آن می‌توان به کیکو کیشی، مایومی اوگاوا، کوماکی کوری هارا، هاروکو سوگیمورا و هیساشی ایگاوا اشاره کرد.